# Store Trolltind

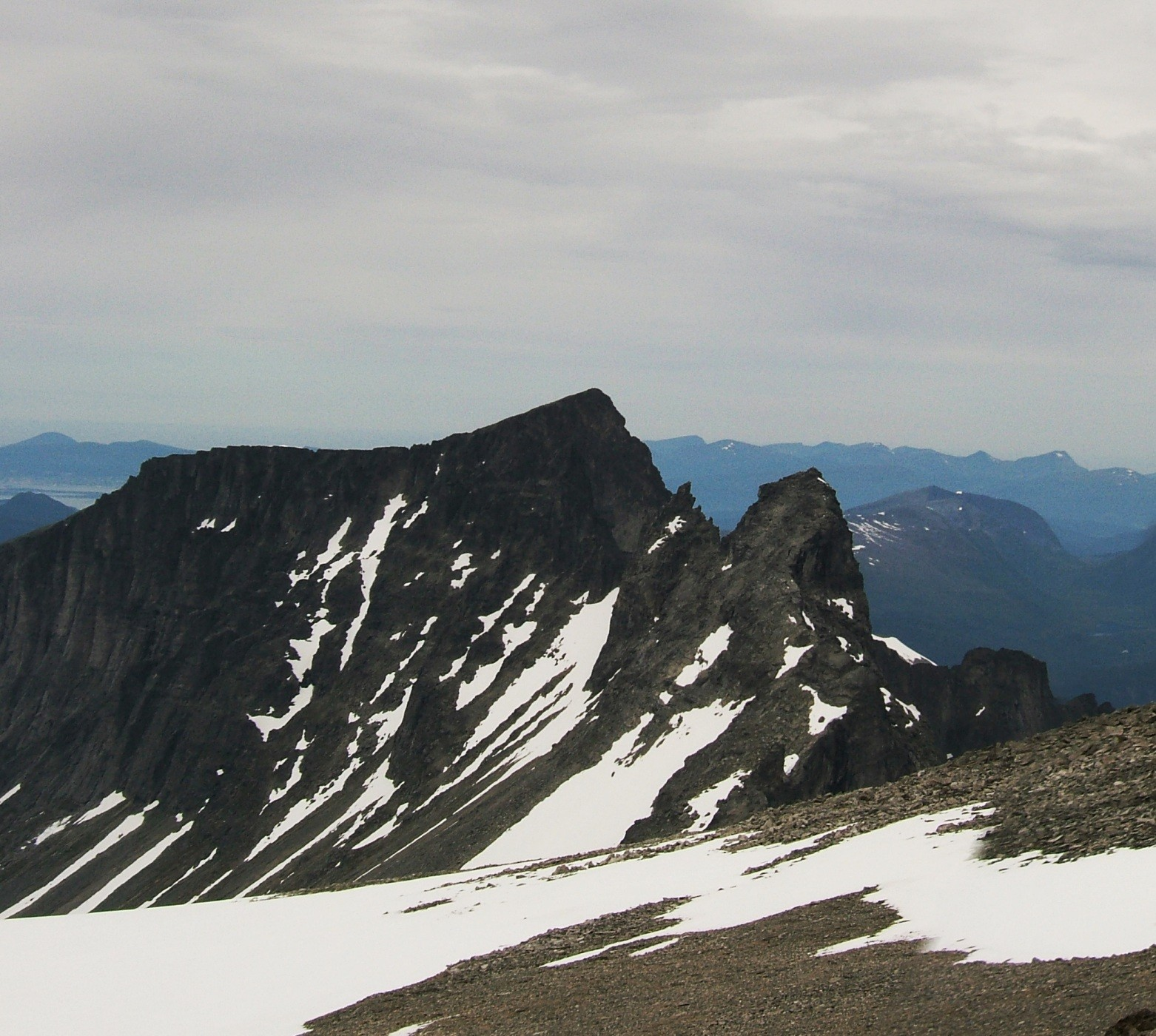
Szczyt widziany z Breitinden w 2005 roku

Store Trolltind – szczyt o wysokości 1788 m n.p.m. w masywie Trolltindan, w górach Romsdalsalpane, w okręgu Møre og Romsdal. Szczyt znany jest z gigantycznej pionowej ściany (zwanej Ścianą Trolli, nor. Trollveggen), o wysokości 1700 metrów i szerokości ośmiu kilometrów. Szczyt wznosi się nad doliną Romsdalen. W pobliżu znajduje się Droga Trolli. 